# Enrique Iglesias
Pour les articles homonymes, voir Iglesias.
Enrique Iglesias,  né le 8 mai 1975 à Madrid, en Espagne,, est un auteur-compositeur-interprète de pop et acteur espagnol. Il commence sa carrière au Mexique, sous le label discographique indépendant Fonovisa Records, et devient ensuite un des artistes les plus célèbres d'Amérique latine. À la fin des années 1990, il quitte sa maison de disques pour signer un contrat avec Universal Music. Celui-ci comprend l'enregistrement de plusieurs albums à destination d'un public anglophone, via le label Interscope, et d'albums en espagnol à destination du marché hispanophone, via Universal Music Latino. Il est le deuxième fils du célèbre chanteur Julio Iglesias et d'Isabel Preysler.
Enrique Iglesias compte plus de 70 millions d'albums et plus de 40 millions de singles vendus à travers le monde (plus de 12 millions d'albums rien qu'aux États-Unis),. Il classe deux titres (Bailamos et Be with You) no 1 au Billboard Hot 100 et un titre (Hero) no 1 au classement officiel britannique. Sa chanson Rhythm Divine  a connu aussi un grand succès en Espagne et aux États-Unis en 1999-2000. En outre, il détient le record de vingt sept titres placés no 1 au classement des singles en langue espagnole américain, le Billboard Hot Latin Songs.

## Biographie

### Jeunesse et débuts
Enrique Miguel Iglesias Preysler [enˈrike miˈɣel iˈɣlesjas ˈpɾeizleɾ] est né le 8 mai 1975 à Madrid en Espagne. Il est le troisième enfant du chanteur espagnol Julio Iglesias et du mannequin Isabel Preysler, d'origine philippine. En 1981, son grand-père est enlevé par l'ETA, le groupe séparatiste basque avant d'être retrouvé peu de temps après, mais par mesure de précaution, Enrique est envoyé à Miami alors qu'il n'a que sept ans. Il finit par rester aux États-Unis et y entame des études de gestion commerciale à l'Université de Miami,. Il abandonne ses études pour se concentrer sur sa carrière musicale. Ne désirant pas que son père soit au courant de ses projets dans la chanson, il se présente en tant qu'Enrique Martinez auprès des maisons de disques, utilisant son prénom et le nom de son agent. Il ne souhaite pas non plus se servir de son patronyme célèbre pour dynamiser sa carrière. Il finit par être signé par le label discographique indépendant Fonovisa Records. Il part alors pour six mois à Toronto au Canada pour enregistrer son premier album.

### DeEnrique IglesiasàEnrique(1995–2000)

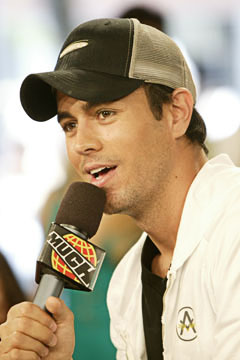
Enrique Iglesias parlant à ses fans.

Le 21 novembre 1995, Enrique Iglesias fait paraître son premier album homonyme intitulé Enrique Iglesias, composé de diverses ballades rock, et sur lequel est présenté son premier grand tube, Si tú te vas. L'album se vend à un million d'exemplaires en trois mois. Sa chanson Por Amarte est apparue dans la bande originale de la telenovela Marisol, avec quelques couplets remaniés. Des éditions italiennes et portugaises de l'album verront le jour, avec certains autres titres également réinterprétés dans la langue locale. Cinq singles sont extraits de cet album, Si tú te vas, Experiencia religiosa, Por amarte, No llores por mí et Trapecista qui sont tous no 1 du classement de musique latine. Avec Experiencia religiosa, il atteint quatre fois le classement Billboard. Avec son album, Enrique Iglesias remporte un Grammy Award dans la catégorie de « meilleure performance de pop latino »[réf. nécessaire].
En 1997, la popularité d'Enrique Iglesias continue de croître avec la sortie de l'album Vivir. Cet été-là, il participe aux côtés d'Elton John, Bruce Springsteen et Billy Joel à une tournée des stades à guichets fermés et ce, à travers six pays,. Débutant à Odessa au Texas, la tournée va ensuite pour trois soirées consécutives à Mexico à la Plaza de Toros, puis deux soirs consécutifs au Monterrey's Auditorio Coca Cola, deux autres au Estadio River Plate en Argentine, devant 130 000 personnes, avant de finir par 19 stades américains. Il s'agit de l'une de ses plus grandes tournées[réf. nécessaire]. Trois singles sont commercialisés, Enamorado por primera vez, Solo en ti et Miente, qui se classent tous trois en tête des classements de musique latine aux États-Unis mais aussi dans de nombreux pays hispanophones[réf. nécessaire]. En à peine trois ans, Iglesias dénombre plus de 17 millions d'albums hispanophones vendus. Il est également nommé aux côtés de son père et de Luis Miguel dans la toute nouvelle catégorie des American Music Awards, « artiste latino préféré ». C'est son père qui remporte le prix mais il chante malgré tout lors de la soirée la chanson Lluvia cae[réf. nécessaire].
Le 22 septembre 1998, Enrique Iglesias fait paraître son troisième album, Cosas del Amor. L'album atteint la première place des classements Top Latin Albums et Latin Pop, et à la 64e place du Billboard 200. Il prend alors une direction musicale plus mature, aidé par les singles à succès Esperanza et Nunca te olvidaré, tous deux à la première place du classement du Latin Singles Chart, ce qui assoit encore un peu plus sa position dominante sur la scène musicale latine[réf. nécessaire]. Il effectue alors une petite tournée pour promouvoir l'album, avec une escale à Acapulco au Mexique ; celle-ci est suivie d'une plus grande tournée mondiale de plus de 80 dates. Il remporte à cette période un American Music Award dans la catégorie « artiste latino préféré », dans laquelle il est opposé à Ricky Martin et Los Tigres del Norte. La chanson Nunca te olvidaré sera utilisée pour une sitcom espagnole du même nom dans laquelle il interprétera la chanson lors de l'épisode final de la série.
À partir de 1999, Enrique commence à chanter en anglais, inspiré par le succès d'autres chanteurs latinos qui se mettent désormais à chanter dans les deux langues, anglaise et espagnole, comme Ricky Martin. Sa contribution à la bande originale du film de Will Smith Wild Wild West ira dans ce sens puisque Bailamos se classera no 1 aux États-Unis dans la catégorie générale. Après le succès de Bailamos, de nombreux labels désirent le produire. Il signe alors, après de nombreuses semaines de négociations, un contrat pour enregistrer plusieurs albums chez Interscope. Il enregistre et sort alors son premier album totalement en anglais, Enrique. Cet album pop, parsemé d'influences latines, est enregistré en deux mois et contient un duo avec la chanteuse Whitney Houston, Could I Have This Kiss Forever, ainsi qu'une reprise d'un titre de Bruce Springsteen, Sad Eyes. Le troisième single extrait de cet album, Be with You, deviendra son second no 1. Le dernier single extrait de cet album, You're My Number 1 est réenregistré et commercialisé dans certains pays seulement, car une partie de la chanson est désormais chantée par un artiste local (Alsou en Russie, Sandy & Junior au Brésil et Valen Hsu en Asie)[réf. nécessaire].

### D'Escapeà7(2001–2009)

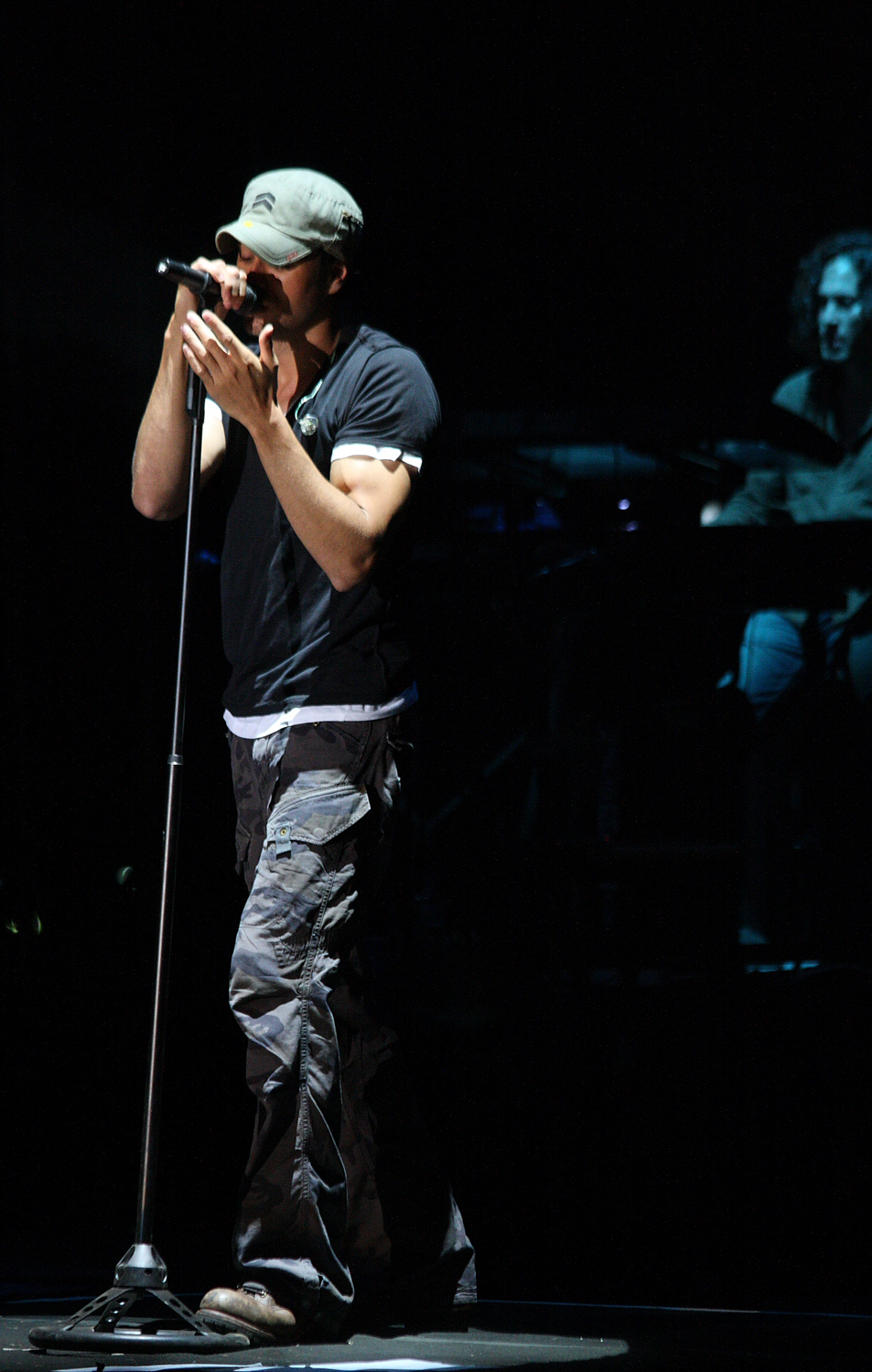
Enrique Iglesias en concert, en 2008.

Enrique Iglesias enchaîne en 2001 avec l'album Escape. Tout l'album est coécrit par Enrique lui-même. Escape est son plus grand succès commercial[réf. nécessaire]. Là où les ventes de son précédent album n'avaient pas été flamboyantes, Enrique décide de faire le déplacement pour promouvoir celui-ci. Ainsi il va au Royaume-Uni et le premier single, Hero, se classe no 1 là-bas ainsi que dans d'autres pays. En 2001, Enrique rencontra Anna Kournikova sur le tournage du clip Escape. Les singles Escape et Don't Turn Off the Lights sont énormément diffusés en radio, leur permettant de bien se classer dans de nombreux classements aux États-Unis et ailleurs. Une seconde édition de l'album fut commercialisée internationalement et contenait une nouvelle version de la chanson favorite d'Enrique, Maybe, ainsi qu'un duo avec Lionel Richie intitulé To Love a Woman. Il profite alors du succès de l'album pour organiser la tournée One-Night Stand World Tour, une tournée de 50 représentations à guichets fermés à travers 16 pays. Après trois représentations consécutives au Royal Albert Hall de Londres, la partie européenne de la tournée s'achève au stade national Lia Manoliu de Bucarest en Roumanie. Ce concert est le point de lancement de MTV Roumanie (en), et le clip de Love to See You Cry fut le premier à être diffusé sur la chaîne. La seconde partie de la tournée, Don't Turn Off the Lights, se termine durant l'été 2002 après deux soirs complets au Madison Square Garden et deux autres à l'Auditorium National de Mexico. La date finale fut un show unique au Colisée Roberto Clemente de San Juan à Porto Rico.
Le 17 septembre 2002, Enrique publie son quatrième album en espagnol intitulé Quizás. Il s'agit d'un album plus sérieux que ses précédents albums espagnols et contient des chansons un peu plus personnelle, dont l'une concerne la relation qu'entretient Enrique avec son célèbre père. L'album commence à la douzième place du Billboard 200. L'album se vend à un million d'exemplaires dès la première semaine, ce qui fait de cet album un des albums espagnols les mieux vendus au monde[réf. nécessaire]. Il est d'ailleurs récompensé d'un Latin Grammy en 2003 dans la catégorie meilleur album pop.
Son dernier single Para que la vida est écouté plus d'un million de fois sur la radio. Le clip vidéo de Quizás est le premier clip vidéo en espagnol à avoir été nommé pour un MTV Music Award[réf. nécessaire]. Enrique fait une performance de cette chanson en live dans le show de The Tonight Show With Jay Leno. Cet album a remporté un Grammy Awards[réf. nécessaire].
En 2003, Enrique Iglesias sort son septième album dont le titre 7, qui est le deuxième à avoir été coécrit avec Enrique. Dans cet album, la musique est inspirée des années 1980, dont figure la chanson Roamer, écrite et produite par son ami de longue date et guitariste, Tony Bruno. Le CD contient aussi la chanson Be Yourself, une chanson sur l'indépendance (le refrain parle de l'époque lorsque les parents de Enrique ne pensaient pas qu'il pouvait réussir une carrière musicale). Le premier single était la chanson Addicted, et est suivi par un remix de la chanson Not in Love, avec Kelis. Avec cet album, Enrique est parti dans sa plus grande tournée mondiale. Cette tournée a commencé avec 12 dates dans les États-Unis et a continué dans plusieurs autres pays du monde comme l'Australie, l'Égypte et l'Inde. Les titres les plus connus sont Do You Know? (The Ping Pong Song), Tired of Being Sorry en duo avec la chanteuse française Nâdiya). Tired of Being Sorry connait un énorme succès en 2008 avec plus de 400 000 singles vendus[réf. nécessaire].
Enrique Iglesias remporte le prix de l'artiste masculin international de l'année aux NRJ Music Awards. Il fait une apparition dans la série How I Met Your Mother (saison 3, épisodes 1 et 2) dans le rôle de Gael et aussi dans la série Mon oncle Charlie. Une compilation intitulée 95/08 Exitos sort le 25 mars 2008 aux États-Unis et est certifié double disque de platine. Elle comprend deux nouvelles chansons : ¿Dónde están, corazón? et Lloro por ti, écrites par Enrique Iglesias et Coti Sorokin. Une seconde compilation, intitulée Greatest Hits, sort en novembre 2008 aux États-Unis et en mars 2009 en Europe. L'album contient deux nouvelles chansons, Away en duo avec Sean Garrett (à l'origine, la chanson était prévue pour figurer sur l'album Doll Domination des Pussycat Dolls) et Takin' Back My Love en duo avec Ciara. Le 13 mars 2009 sortira en Europe une version de Takin' Back My Love en duo avec Ciara. Parallèlement, Enrique collabore une nouvelle fois avec Nâdiya sur le dernier album de cette dernière (Électron libre) pour le titre Miss You[réf. nécessaire].

### EuphoriaetSex and Love(2010–2019)

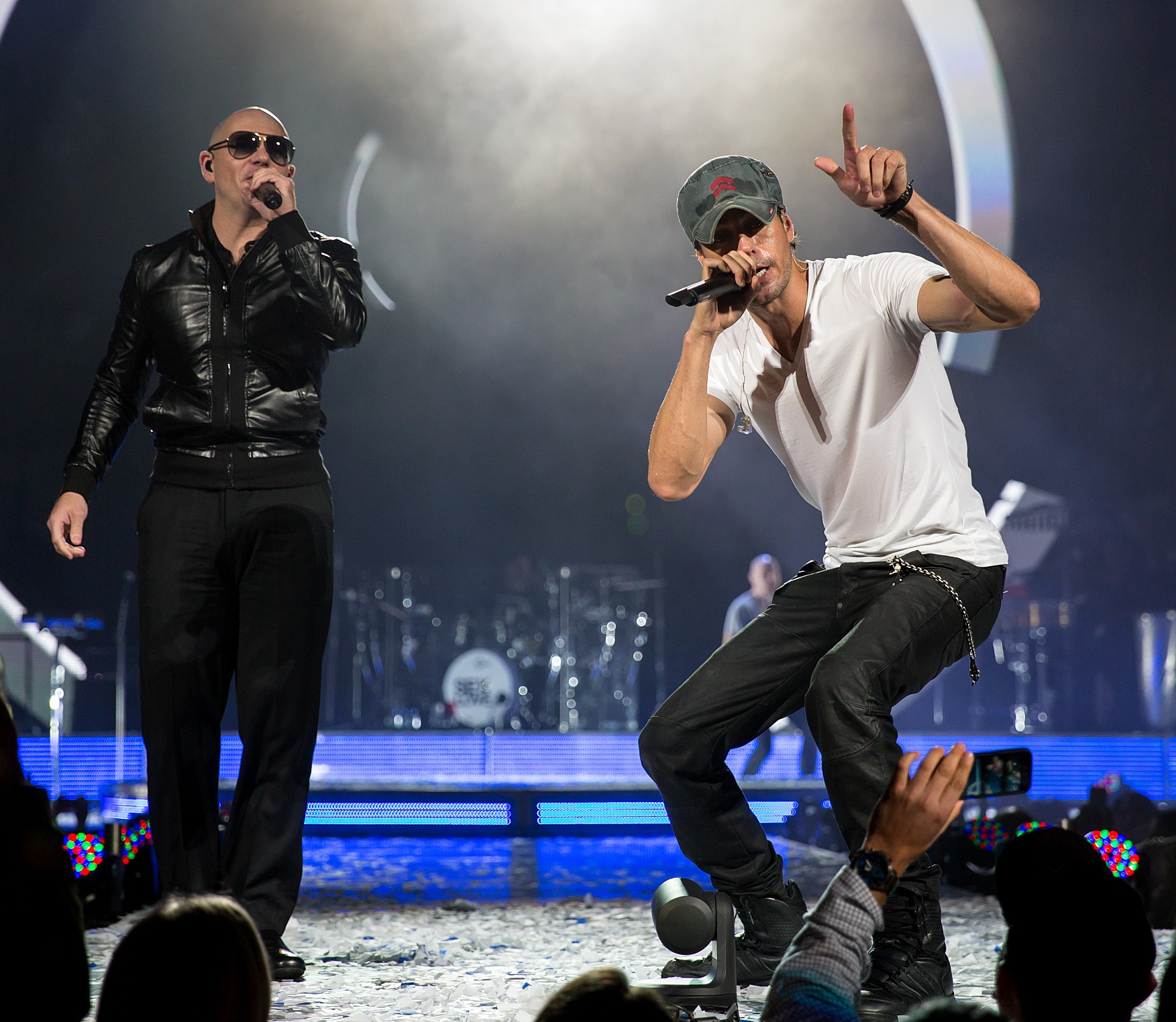
Enrique Iglesias aux côtés de Pitbull au Frank Erwin Center d'Austin (Texas) en 2015.

Enrique Iglesias sort un nouvel album bilingue, intitulé Euphoria, en juillet 2010. Cet album est composé de 14 chansons : 8 en anglais et 6 en espagnol. Un premier single sort, I Like It, en collaboration avec le rappeur Pitbull. Il est suivi d'un autre duo, Cuando Me Enamoro, avec Juan Luis Guerra. Plusieurs autres duos figurent sur cet opus comme Dirty Dancer avec Usher et Lil Wayne ou encore Heartbeat avec Nicole Scherzinger des Pussycat Dolls. Il écrit tous les duos constituant cet album lui-même, c'est après l'écriture de ces chansons qu'il choisit avec qui il veut les chanter (Usher, Pitbull, Juan Luis Guerra, Akon). Exception pour la chanson Heartbeat qu'il écrit sur mesure pour la chanteuse Nicole Scherzinger. Il effectue une tournée en France à Nice le 31 mars 2011 et le 2 avril 2011 à Paris. En juin 2011, il sort le clip vidéo de Dirty Dancer avec Usher et Lil Wayne. En septembre 2011, il sort le clip de son single I Feel I Like How It Feels avec le rappeur Pitbull, avec qui il travaille également sur le titre Come & Go.
Le 30 avril 2012, lors d'une conférence de presse, Jennifer Lopez annonce qu'elle sera en concert avec Enrique Iglesias de début juillet à fin août 2012, notamment au Liban. De décembre 2012 à février 2013, il est l'un des trois parrains de la saison 9 de Star Academy (France) diffusée sur NRJ 12 au côté de Will.i.am et de Matt Pokora.
Le 17 mars 2014, il publie l'opus Sex and Love, qui contient les singles Heart Attack, El Perdedor et I'm a Freak. Cet opus, comprend les compositions de The Cataracs, DJ Frank E, Bruno, Carlos Paucar, Santos & Bueno, Juan Magán, Descemer Bueno, Metrophonic, Mark Taylor (en) ou encore Sandy Vee. Il y contient aussi des collaborations avec Pitbull, notamment deux clips (Now I'm a Freak et Let Me Be Your Lover) ou d'autres collaborations avec Flo Rida, Kylie Minogue ou bien Jennifer Lopez. Le titre Beautiful en duo avec Kylie Minogue est inclus dans l'opus Kiss Me Once de la chanteuse.
Le 30 mai 2015, lors d'un concert à Tijuana au Mexique, il se blesse à la main en voulant attraper un drone. À la fin du concert, il part à Los Angeles pour se faire opérer d'urgence et soigner ses nombreuses entailles sur sa main droite. Il reprend sa tournée mondiale le 3 juillet 2015 à Mexico. Toujours en 2015, Nicky Jam sort El perdón en duo avec Enrique Iglesias. 
En 2016, Enrique sort son single Duele el Corazón, en featuring avec Wisin. En février 2017, il sort son single Súbeme la radio. La même année, il participe au nouvel album de son ami Pitbull pour une nouvelle collaboration sur le titre Messin' Around.

### Final(depuis 2020)
En 2020, il reçoit le prix Billboard Latino du plus grand artiste latino de l'histoire[réf. nécessaire]. En 2021, il entame une tournée avec Ricky Martin et avec Sebastián Yatra en tant qu'artiste invité. Lors de la présentation de la tournée, le chanteur a révélé que son dernier album sortirait en deux tomes, sous le titre de Final. Il ajoute qu'il n'arrêterait jamais d'écrire des chansons mais le ferait d'une manière différente, pas nécessairement compilée sur un seul disque. Toujours en 2021, il est nommé pour le prix Latin Touring Artist of the Decade. En septembre de la même année, il présente son album Final Vol.1 précédé du single Pendejo[réf. nécessaire]. 
Le 31 mai 2023, il annonce sur les réseaux sociaux l'arrivée d'une tournée nord-américaine (The Trilogy Tour) qu'il animera avec ses amis de longue date Pitbull et Ricky Martin. Le second volet de Final, intitulé Final Vol. 2 est annoncé pour 2024.

## Vie personnelle
Enrique Iglesias vit avec la joueuse de tennis russe Anna Kournikova depuis 2001 (apparue dans le clip d'Escape), et des rumeurs de mariage avaient circulé en 2003 et à nouveau en 2005. Il déclare en septembre 2011 ne pas compter se marier, le mariage ne changeant selon lui rien à sa relation. En revanche, Anna Kournikova déclare vouloir des enfants. Il a également fréquenté l'actrice Jennifer Love Hewitt qui d'ailleurs apparaît dans son clip Hero.
Le 16 décembre 2017, Anna donne naissance à leurs premiers enfants, des jumeaux prénommés Nicholas et Lucy. Le 30 janvier 2020, Anna donne naissance à leur troisième enfant, une fille prénommée Mary.

## Discographie

### Albums studio
- 1995 - Enrique Iglesias
- 1997 - Vivir
- 1998 - Cosas del amor
- 1999 - Enrique
- 2001 - Escape
- 2002 - Quizás
- 2003 - 7
- 2007 - Insomniac
- 2010 - Euphoria
- 2014 - Sex and Love
- 2021 - Final (Vol.1)
- 2024 - Final (Vol.2)

## Filmographie

### Cinéma
- 1995 : Desperado : 1 des 10 tueurs à gage à la recherche d'Antonio
- 2003 : Il était une fois au Mexique... Desperado 2 : Lorenzo

### Télévision
- 2007 : Mon oncle Charlie : saison 4, épisode 23 : Fernando
- 2007 : How I Met Your Mother : saison 3, épisodes 1 et 2 : Gael
- 2007 : Les Feux de l'amour : lui-même

## Médias
- La chanson Hero est utilisée dans un épisode de la série Smallville (01x07).

## Distinctions
- 1996 : Premio Lo Nuestro: Best Interpretation (Si Tú Te Vas)
- 1996 : Premio Lo Nuestro: Best Composer (Si Tú Te Vas)
- 1996 : Premio Lo Nuestro: Best New Artist
- 1996 : Premios Eres: Best Song
- 1996 : Premios Eres: Best Video
- 1996 : Premios Eres: Best Launch
- 1996 : Ace Award: Vocalist of the Year
- 1996 : Premio TV Novelas: Best Male Vocalist
- 1996 : Billboard Award: Album of the Year - New Artist
- World Music Award: Hispanic Artist of the Year
- 1996 : World Music Award: Revelación of the Year
- 1997 : Grammy: Best Latin Performer
- 1997 : ASCAP Award: Si Tú Te Vas
- 1997 : ASCAP Award: No Llores Por Mí
- 1997 : ASCAP Award: Por Amarte
- 1997 : ACE Award: Performer of the Year
- 1997 : Radio Music Awards : Best Artist Contemporary Format
- 1998 : Billboard Award: Best Latin Pop Artist
- 1999 : American Music Award: Favorite Latin Artist
- 2001 : World Music Award: Best Selling Pop Male Artist
- 2001 : World Music Award: Best Selling European Pop Artist
- 2001 : World Music Award: Best Latin Artist
- 2001 : American Music Award: Favorite Latin Artist
- 2002 : Premio Ondas: Most Successful Spanish Artist of the Last Decade
- 2002 : American Music Award: Favorite Latin Artist
- 2002 : National Music Award: Favorite Album (Escape)
- 2003 : Latin Grammy : Best Male Pop Album (Quizás)
- 2004 : MTV India Awards : Best Male Pop Act International
- 2005 : Premio Lo Nuestro : Not in Love/No Es Amor Club Remixes
- 2007 : TMF Award : Best International Video (Do You Know)
- 2007 : Premios juventud
- 2008 : Best International Artist: Radio Regenbogen Awards in Germany
- 2008 : International Male Artist 2007: Bulgaria's Fan Tv.
- 2009 : NRJ Music Awards : Artiste masculin international de l'année
- 2011 : Billboard Latin Music Awards : Latin Artist of the Year
- 2011 : Billboard Latin Music Awards : Latin Pop Album of the Year (Euphoria)
- 2011 : Billboard Latin Music Awards : Latin Album of the Year (Euphoria)
- 2011 : Billboard Latin Music Awards : Hot Latin Song of the Year, Vocal Event (Cuando me enamoro ft Juan Luis Guerra)
- 2011 : Billboard Latin Music Awards : Latin Pop Airplay Song of the Year (Cuando me enamoro ft Juan Luis Guerra)
- 2011 : Billboard Latin Music Awards : Hot Latin Songs Artist of the Year, Male
- 2011 : Billboard Latin Music Awards : Top Latin Albums Artist of the Year, Male
- 2011 : Billboard Latin Music Awards : Latin Pop Albums Artist of the Year, Solo
- 2011 : Billboard Latin Music Awards : Hot Latin Song of the Year (Cuando me enamoro ft Juan Luis Guerra)
- 2015 : "American" Music Awards : Favorite latin artist
- 2016 : NRJ Music Awards : Prix d'honneur